# Horst Wenzel (Germanist)
Horst Wenzel (* 6. Mai 1941 in Königszelt, Schlesien; † 7. Oktober 2024 in Berlin) war ein deutscher Alt-Germanist. Bekannt war er vor allem wegen seiner Beiträge zu einer fachübergreifenden Germanistik mit dem Schwerpunkt Mediengeschichte.

## Leben
Wenzel studierte zwischen 1962 und 1968 Germanistik, Geographie und Philosophie an der FU Berlin und an der Friedrich-Alexander-Universität-Erlangen-Nürnberg. 1971 wurde er von Peter Wapnewski an der Universität Karlsruhe (TH) promoviert (Dissertation: „Studien zum Frauendienst in der mhd. Dichtung“). In dieser Zeit, zwischen 1968 und 1976, lehrte er an den Universitäten in Berlin (FU), Karlsruhe (TH) und an der RWTH Aachen. In Aachen habilitierte er sich 1976.
1977 wurde Wenzel Professor für Germanistische Mediävistik an der Universität GHS Essen. Ab 1993 hatte er bis zu seiner Emeritierung die Professur für Ältere deutsche Philologie an der Humboldt-Universität zu Berlin inne.
Horst Wenzel war Gründungsmitglied des Hermann von Helmholtz-Zentrums für Kulturtechnik.

## Publikationen
Monografien
- Mediengeschichte vor und nach Gutenberg. Wissenschaftliche Buchgesellschaft, Darmstadt 2008. ISBN 978-3-534-20080-1.
- Hören und Sehen, Schrift und Bild. Kultur und Gedächtnis im Mittelalter. C.H. Beck, München 1995. ISBN 978-3-406-38988-7.
- Spiegelungen: Zur Kultur der Visualität im Mittelalter. Erich Schmidt, Berlin 2009. ISBN 978-3-503-09873-6.
- Möglichkeitsräume: Zur Performativität von sensorischer Wahrnehmung, zusammen mit Christina Lechtermann und Kirsten Wagner. Erich Schmidt, Berlin 2007. ISBN 978-3-503-09829-3.
- Audiovisualität vor und nach Gutenberg, zusammen mit Wilfried Seipel und Gotthart Wunberg. Gingko Press, Hamburg 2001. ISBN 978-8-884-91004-2.

Herausgeber
Wenzel war Mitherausgeber der 
- Zeitschrift für Germanistik,
- Philologischen Studien und Quellen (Erich Schmidt Verlag, Berlin),
- Studien zur älteren deutschen Literatur (Fink Verlag, München),
- der Reihe Symbolische Kommunikation in der Vormoderne. Studien zur Geschichte, Literatur und Kunst (Wissenschaftliche Buchgesellschaft, Darmstadt) und der
- Acta Germanica (Südafrika).